# Зубово (Наро-Фоминский район)
Зубово — деревня в Наро-Фоминском районе Московской области, входит в состав сельского поселения Веселёвское. Численность постоянного населения по Всероссийской переписи 2010 года — 9 человек. До 2006 года Зубово входило в состав Шустиковского сельского округа.
Деревня расположена в юго-западной части района, на безымянном правом притоке реки Протва, примерно в 14 км к юго-западу от города Верея, высота центра над уровнем моря 212 м. Ближайшие населённые пункты — Дубровка в 1,3 км на север, Архангельское в 1 км на северо-восток и Васькино в 1,5 км на северо-запад.